# Suran (Hama)
Suran (arab. ‏صوران‎) – miasto w Syrii, w muhafazie Hama. W spisie z 2004 roku liczyło 29 100 mieszkańców.
Podczas wojny w Syrii 31 sierpnia 2016 zajęte przez terrorystów z formacji Dżund al-Aksa, Dżunud asz-Szam (Czeczenów) i Ahrar asz-Szam. 27 października 2016 odbite przez syryjską armię.